# Super Slow
SuperSlow (от англ. super slow — «медленный») — принцип силового тренинга, разработанный и популяризованный Кеном Хатчинсом в конце 1970-х — начале 1980-х годов. Чтобы избежать путаницы и судебных баталий с бывшим деловым партнёрам, Хатчинс переименовал его методы в «RenEx» (от renaissance exercise — «ренессансное упражнение»), а термин «SuperSlow» и все производные зарегистрировал как товарный знак.

## История
В начале 1980-х годов Кен Хатчинс совместно с учёными из Флоридского университета решил провести исследования и выяснить, как силовые упражнения влияют на прочность костной ткани женщин, страдающих остеопорозом. Так как комплекс должен был быть максимально безопасным, специалисты решили, что все силовые упражнения нужно делать в медленном темпе. Так, в SuperSlow нужно опустить и поднять штангу за 20 секунд, при традиционном подходе на это уходит около шести секунд.
При этом выполняется всего один подход, в течение которого мышцы работают до сильного утомления. Позднее выяснилось, что короткие 15—20-минутные занятия отлично помогают снизить вес, а предназначение упражнений для женщин с хрупкой костной тканью подтверждает их безопасность.
В Италии в 1986 году возникла и затем распространилась на другие страны философия «медленного движения», породившая собой философское международное движение «Слоуфуд» (от «Slow Food»). В октябре 1999 года в той же Италии было основано новое международное движение «Медленный город» («Cittaslow»), являвшегося частью «Медленного движения».
Газета The New York Times включила SuperSlow и Кена Хатчинса в Год Идей: Энциклопедия инноваций, концептуальных движений, безрассудных затей, культурных толчков и взглядов в прошлое, которые были сделаны в 2001 году.

## Методика
«Суперзамедленные повторения» — это не прикладной технический приёмом, а совершенно новая методическая система. SuperSlow включает в себя комбинацию в очень медленном темпе подъёма и опускания веса, наряду с общими принципами высокоинтенсивного тренинга, популяризованного Артуром Джонсом.
«В среднем, мои клиенты теряли примерно 4,5 кг жировой ткани за 3 месяца и прибавляли столько же мышечной, — говорит Майкл Минсиэли, совладелец Института персональных тренировок (Personal Training Institute) в Нью-Йорке. — Эффективность метода связана с тем, что мышцы работают в течение всего времени выполнения упражнения на 100%, отсутствует момент, когда они расслабляются». Заниматься по системе SuperSlow нужно не больше 30-и минут и не чаще трёх раз в неделю.
Эксперты по силовым тренировкам считают, что скорость повторений, то есть время, затрачиваемое на выполнение одного повторения, — это ещё один фактор, которым следует использовать, помимо частоты тренировок и других. В силовых тренировках типичная скорость повторений составляет 3—5 секунд, это считается контролируемым темпом, именно такой темп призывают соблюдать большинство специалистов по силовым тренировкам, однако некоторые программы построены на использовании скорости повторений. Завершение повторений в ускоренном темпе (принцип «взрывной силы»), в диапазоне двух или менее секунд, зарекомендовало себя как эффективный способ увеличения мышечной мощи. Кроме того, некоторые эксперты по силовым тренировкам также считают, что замедленные повторения (например, «отказной» принцип «негативов»), в диапазоне от 10 до 20 секунд, способствуют увеличению как силы, так и размеров мышц. Данный метод плохо исследован учёными, но сами атлеты отзываются о нём положительно.

## Техника выполнения
Кен Хатчинс установил точную «норму» темпа — на позитивную фазу повторения отводится 10 секунд, на негативную — 5. Обычно культурист, выполняя жим лёжа, поднимает штангу за 1,5—3 секунды, а опускает за 1—2. Выходит, что теперь только одно повторение такого упражнения должно занять 15 секунд, что очень много и не каждый выдержит. Однако сам принцип не даёт точных указаний темпа движения, поэтому часто определяется атлетами интуитивно.
Вес берётся в 50—70% от разового максимума (1ПМ) и в каждом подходе — всего не более 3—8 повторений, иначе подход затянется, и такой пытки организм может не выдержать, что приведёт к утомлению и перетренированности. Интенсивность такой тренировки очень высока, и поэтому необходимо выполнять всего по 2—3 подхода и 2—3 повторений упражнения для каждой группы мышц.

## Особенности
Для начинающих спортсменов, особенно подростков, и тех, кто вернулся после долгого перерыва, а также травмировавшихся атлетов данный принцип имеет очевидный «плюс» — травмобезопасность при уменьшении нагрузок на суставы. Система позволяет глубоко прочувствовать мускулатуру и может стать отличной подготовительной ступенью. Однако она пригодится и для опытных атлетов, которым нужно время от времени менять ритм тренировок. Шести-восьми недельное экспериментирование в межсезонье позволит «сменить пластинку» и выйти на новые рубежи «массы» и силы.

## Недостатки
Суперзамедленные повторения не позволяют использовать большие отягощения и в то же время не дают достаточного «пампинг»-эффекта, поэтому их обычно используют периодически, например, при переходе от одной фазы циклического тренинга к другой (см. периодизация).